# Andøy
Andøy é uma comuna da Noruega, com 659 km² de área e 5 430 habitantes (censo de 2004).         